# ثيوبالد باومان
ثيوبالد باومان (بالألمانية: Theobald Baumann)‏ (و. 1923 – 1944 م) هو لاعب كرة قدم ألماني، مركز لعبه هو حارس مرمى، توفي في أبريليا، عن عمر يناهز 21 عاماً.